# 리루린 (배우)
리루린(중국어 정체자: 李如麟, 병음: Lî Rúlín, 한자음: 이여린, 1957년 7월 20일 ~ )은 대만의 배우이다.